# Interstate 79
Die Interstate 79 (kurz I-79) ist ein Interstate Highway in den Vereinigten Staaten. Sie beginnt an der Interstate 77 in Charleston und endet an den Pennsylvania State Routes 5 und 290 in Erie.

## Längen
| Meilen | km  | Staat         |  |
|        |     |               |  |
| 160    | 258 | West Virginia |  |
| 182    | 294 | Pennsylvania  |  |
|        |     |               |  |
| 343    | 552 | Total         |  |

## Wichtige Städte
- Charleston (West Virginia)
- Clarksburg (West Virginia)
- Fairmont (West Virginia)
- Morgantown (West Virginia)
- Washington (Pennsylvania)
- Canonsburg (Pennsylvania)
- Crafton (Pennsylvania)
- Wexford (Pennsylvania)
- Grove City (Pennsylvania)
- Erie (Pennsylvania)

## Zubringer und Umgehungen
- Interstate 279 und Interstate 579 bei Pittsburgh